# Jackson (Tennessee)
Jackson – miasto w Stanach Zjednoczonych, w zachodniej części stanu Tennessee. W 2000 roku liczyło 60 042 mieszkańców.
W mieście rozwinął się przemysł włókienniczy, papierniczy, meblarski, elektryczny oraz elektrotechniczny. W mieście znajduje się Uniwersytet założony w 1825 r. Prawa miejskie od 1821 roku.

## Klimat
Miasto leży w strefie klimatu umiarkowanego, ciepłego, subtropikalnego, bez pory suchej z gorącym latem, należącego według klasyfikacji Köppena do strefy Cfa. Średnia temperatura roczna wynosi 15,6 °C, a opady 1473,2 mm (w tym do 12,5 cm opadów śniegu). Średnia temperatura najcieplejszego miesiąca - czerwca wynosi 26,1 °C, najzimniejszego - stycznia 4,4 °C. Najwyższa rekordowa zanotowana temperatura wyniosła 41,7 °C natomiast najniższa -29,4 °C. Miesiącem o najwyższych opadach jest maj ze średnią sumą opadów wynoszącą 162,6 mm a najniższe opady występują w sierpniu i wynoszą 86,4 mm.